# Израильский музей
Израильский музей (ивр. מוזיאון ישראל‎, Музеон Исраэль) — музейный комплекс, расположенный на холме в иерусалимском квартале Гиват-Рам, рядом с Музеем библейских стран, кнессетом, Верховным судом Израиля и Еврейским университетом в Иерусалиме. Был основан в 1965 году в качестве национального музея Израиля. Площадь музейного кампуса составляет 81 000 квадратных метров. Это один из ведущих художественных и археологических музеев мира и один из самых важных культурных институтов Израиля.
С момента своего создания в 1965 году музей собрал коллекцию из почти 500 000 археологических и антропологических экспонатов, экспозиций этнографии, израильского и международного искусства, представляющих широкий срез мировой материальной культуры, в том числе огромную коллекцию иудаики. В Археологическом крыле, Крыле изящных искусств и Крыле еврейского искусства и быта музея хранятся работы, датируемые начиная с доисторических времён и вплоть до современности. Музей представляет обширные собрания библейской археологии и археологии Земли Израиля. Среди представленных в экспозиции уникальных объектов — Венера из Берехат-Рама, резная женская фигурка, считающаяся древнейшим произведением искусства в мире; интерьер синагоги Цедек ве-Шалом из Суринама 1736 года; ожерелья, носившиеся еврейскими невестами в Йемене; мозаичный исламская молитвенная ниша из Персии XVII века и гвоздь, подтверждающий практику распятия во времена Иисуса. В расположенном на территории музея здании в форме урны — «Храме книги» — хранятся свитки Мёртвого моря и артефакты, обнаруженные в Масаде.
Музей занимает площадь в почти 50 000 квадратных метров и привлекает более 800 000 посетителей в год — включая 100 000 детей, которые приходят в музей и посещают уроки в его Крыле молодёжи.
К числу присуждаемых музеем премий относится Премия Джесселсона за современный дизайн в области иудаики, которой отмечаются выдающиеся достижения в области дизайна еврейских ритуальных объектов. Среди лауреатов — Моше Забари (1990).

## История
Душой и вдохновителем процесса создания Музея Израиля был мэр Иерусалима Теди Коллек. В 1997 году директором музея был назначен Джеймс С. Снайдер, бывший заместитель директора Музея современного искусства в Нью-Йорке.
Начиная с 1965 года музей размещался в серии каменных зданий, спроектированных родившимся в России израильским архитектором Альфредом Мансфельдом. В июле 2010 года была завершена кампания стоимостью 100 млн долларов по обновлению музея и удвоению его выставочного пространства. Крылья, отведённые под археологию, изящные искусства и еврейское искусство и быт, были полностью перестроены, а первоначальные здания были соединены посредством нового входного павильона. Переходы, соединяющие здания и пять новых павильонов, были спроектированы Джеймсом Карпентером.

## Структура

### Археологическое крыло

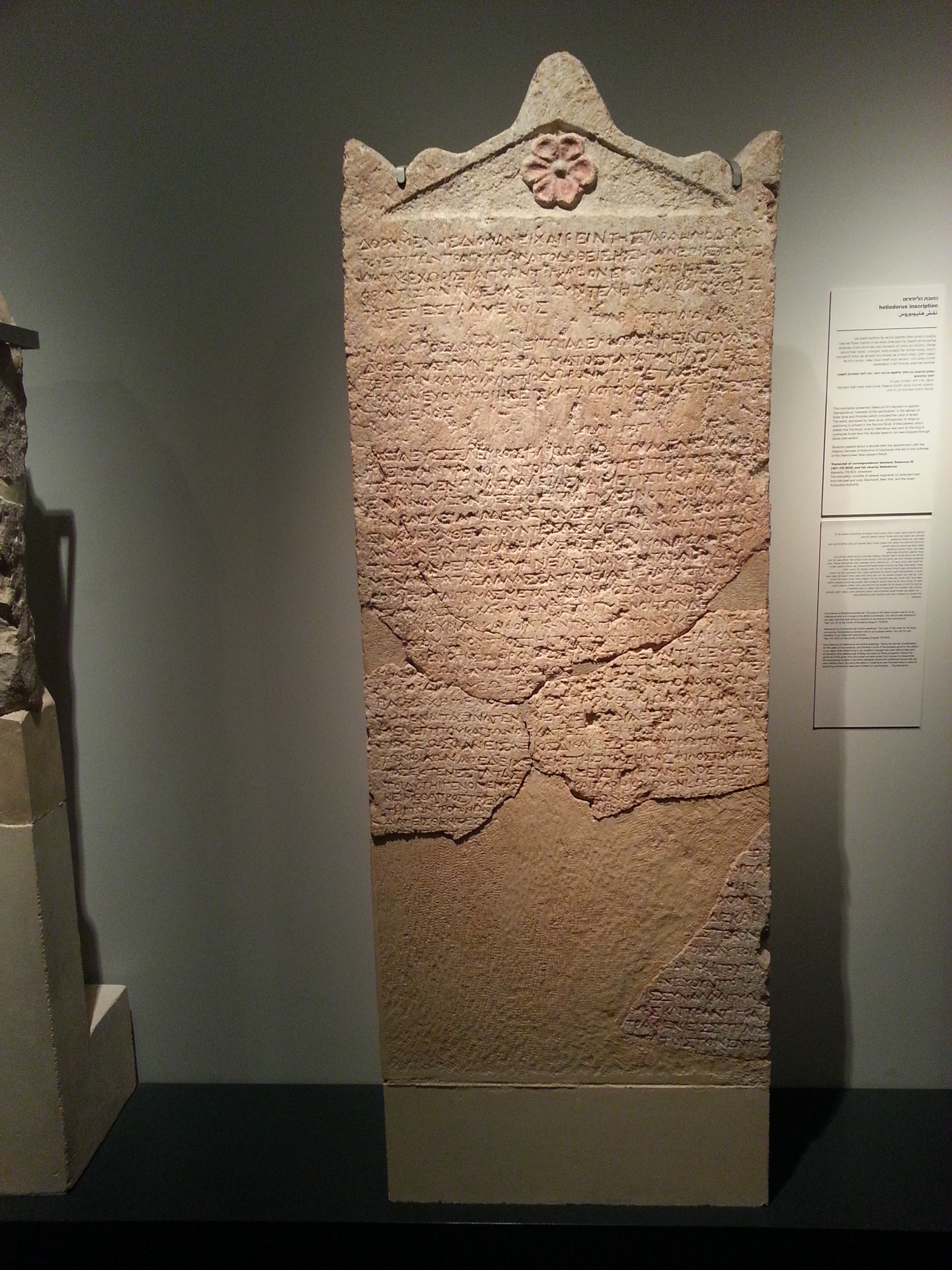
Стела Гелиодора

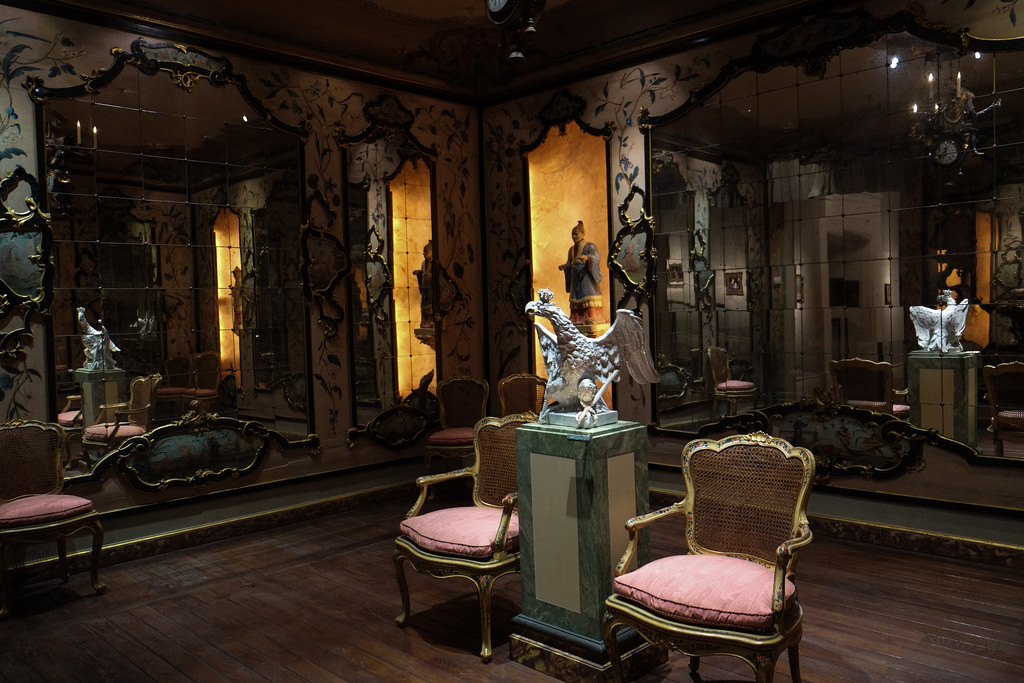
Комната XIX века

Археологическое крыло Сэмюэла и Сэйди Бронфман рассказывает историю древней Страны Израиля, родного дома для народов разных культур и вероисповеданий, с помощью уникальных экспонатов музейной археологической коллекции Святой Земли — самого выдающегося собрания в мире. Организованное по хронологическому принципу, от доисторической эпохи вплоть до периода Османской империи, перестроенное крыло представляет семь «глав» этого археологического повествования, сплетая воедино важнейшие исторические события, культурные достижения и технологические прорывы и в то же время давая возможность бросить взгляд на повседневную жизнь народов региона. Это повествование подкрепляется тематическим принципом организации, подчёркивающим те аспекты археологии древнего Израиля, которые являются уникальными для истории региона, в том числе ивритская письменность, стекло и монеты. Сокровища соседних культур, оказавших ключевое влияние на Страну Израиля — таких как Египет, Ближний Восток, Греция и Италия, а также исламский мир, — выставлены в примыкающих и соединяющихся галереях. В специальной галерее у входа в крыло демонстрируются новые находки и другие временные выставочные экспозиции.
В число «жемчужин» коллекции входят Камень Пилата, надпись из «Дома Давида» (IX век до н. э.), сравнительная экспозиция двух святилищ (VIII—VII века до н. э.), стела Гелиодора (178 год до н. э.), иродианская царская баня (I век до н. э.), триумф Адриана: надпись с триумфальной арки (136 год н. э.), выполненные из золотого стекла подставки под сосуды из римских катакомб (IV век н. э.).

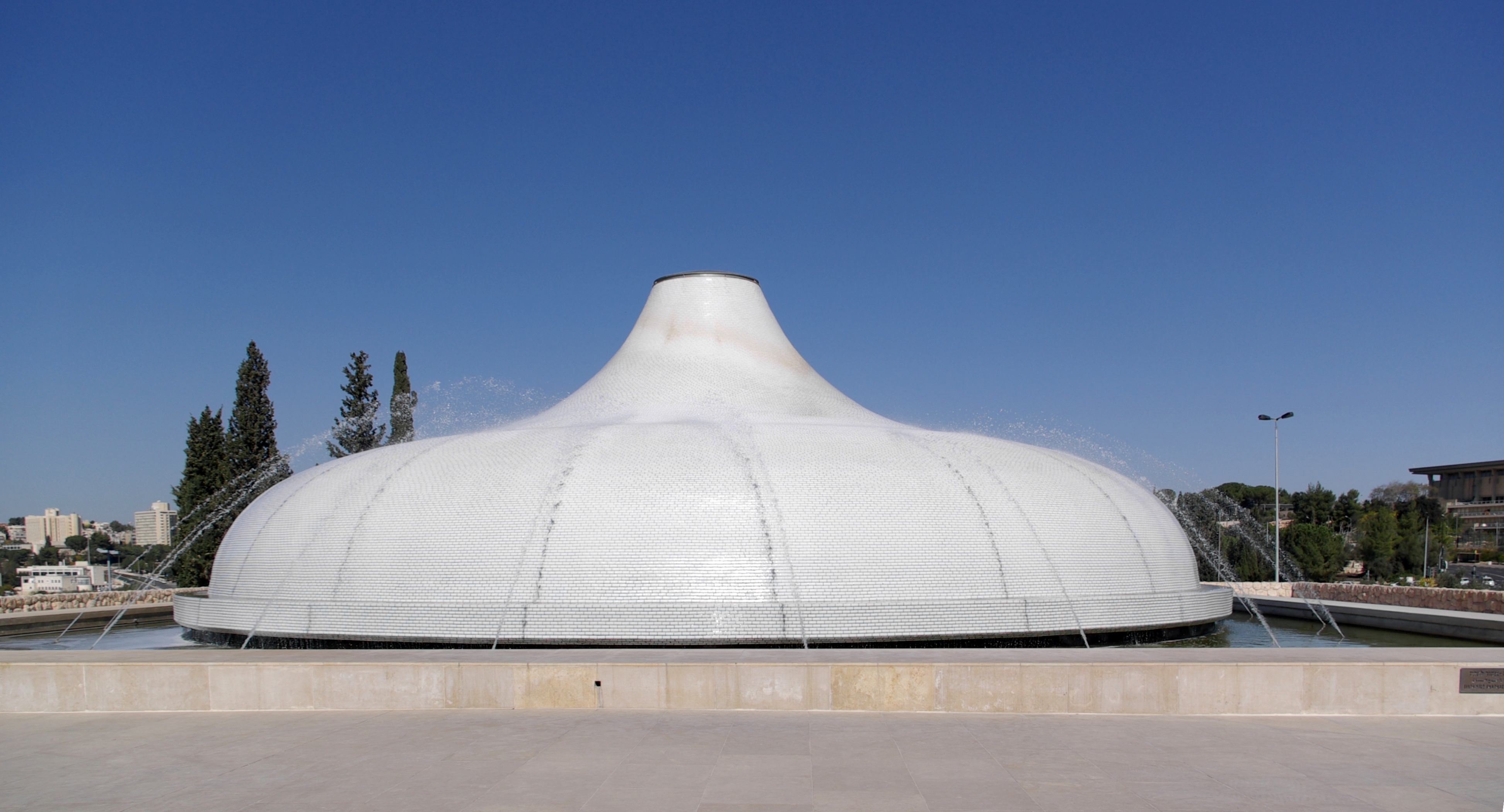
«Храм книги»

### Модель Иерусалима периода Второго Храма

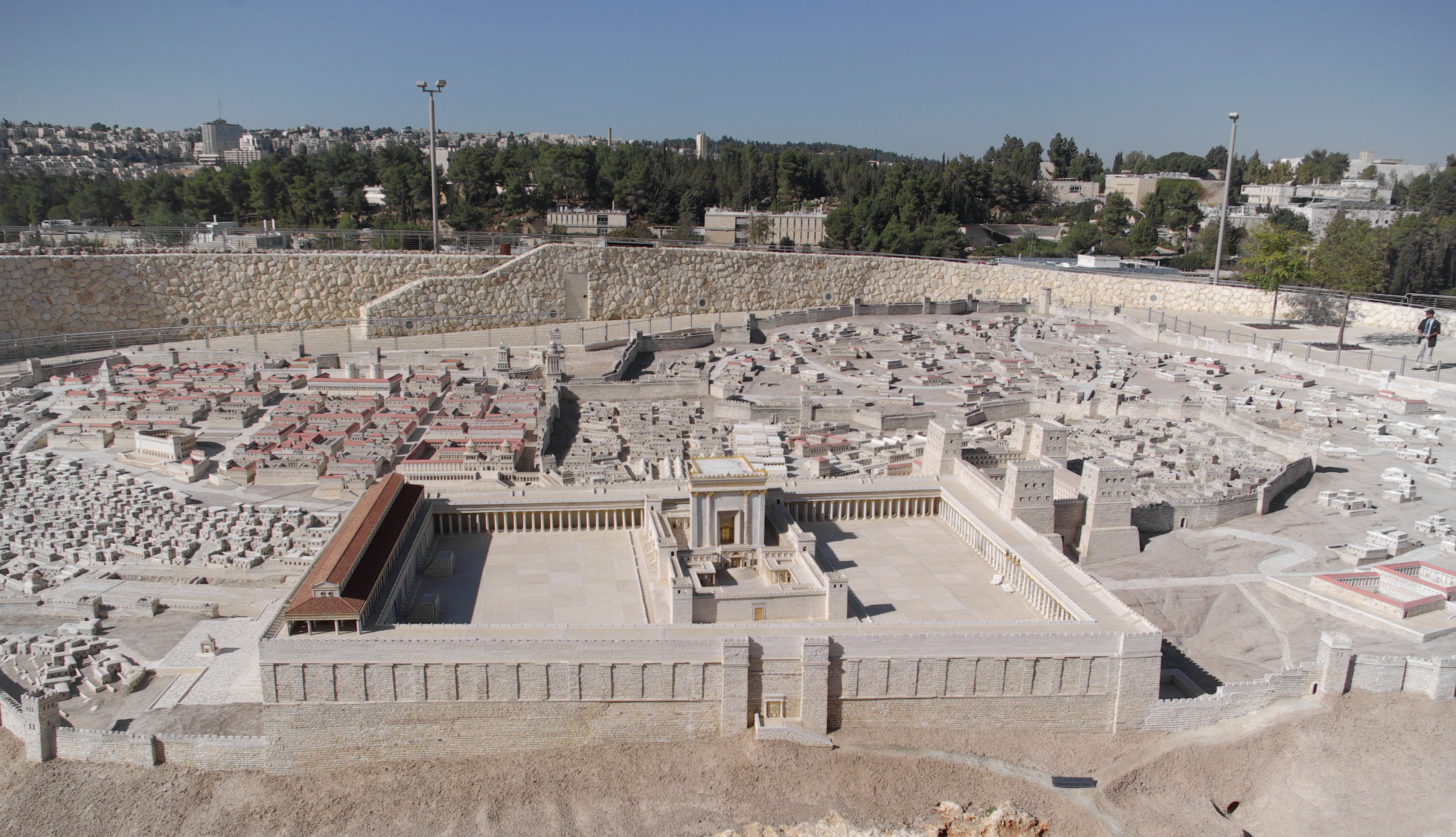
Модель Иерусалима в период Второго Храма, Музей Израиля

Модель Иерусалима из отеля Holyland — это масштабированный 1:50 макет Иерусалима конца периода Второго Храма. Модель реконструирует топографию и архитектурный облик города, каким он был до его разрушения римлянами в 66 году, и обеспечивает исторический контекст для представленных в Храме Книги свитков Мёртвого моря.

#### История

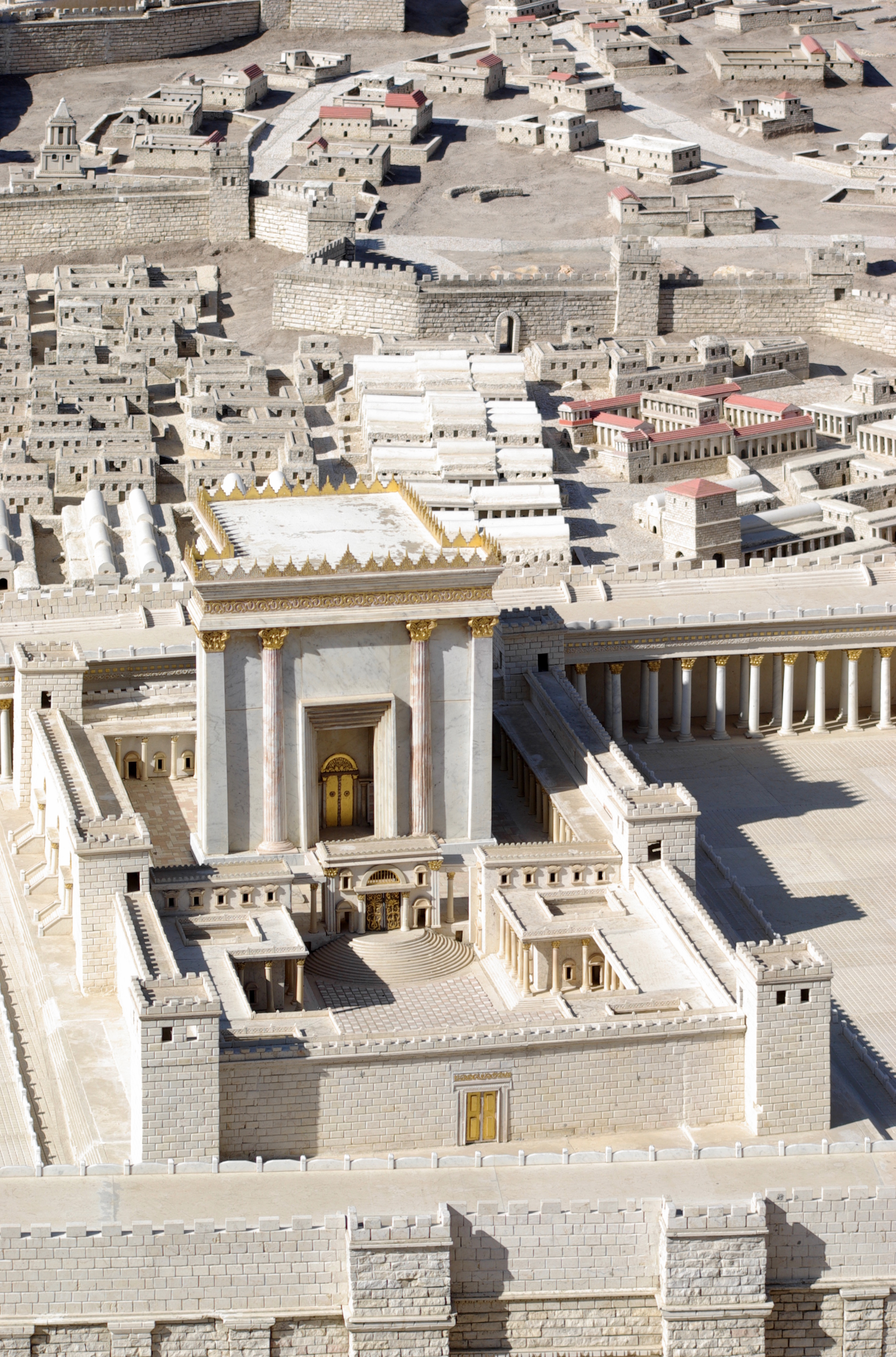
Модель Храма Ирода в отеле Holyland в 1998 году

Модель, площадь которой насчитывает 2000 квадратных метров, была заказана в 1966 году Хансом Крохом, владельцем отеля Holyland, в память о его сыне Яакове, солдате Армии обороны Израиля, который был убит во время Войны за независимость Израиля в 1948 году. Модель была разработана израильским историком и географом Михаэлем Ави Йонахом на основании трудов Иосифа Флавия и других исторических источников. Модель включает в себя копию Храма Ирода. Начиная с 1974 года куратором Модели из отеля Holyland являлся Иорам Цафрир.
В июне 2006 года модель была перемещена из своего исходного местоположения в отеле Holyland (в Баит веГан, Иерусалим) на новое место — в Музей Израиля, рядом с Храмом Книги, на южной границе Сада скульптур Билли Роуза. В рамках подготовки к перемещению модель была распилена на 1000 частей, а затем вновь собрана. Отель Holyland потратил на перемещение 3,5 млн долларов.

### Крыло изящных искусств

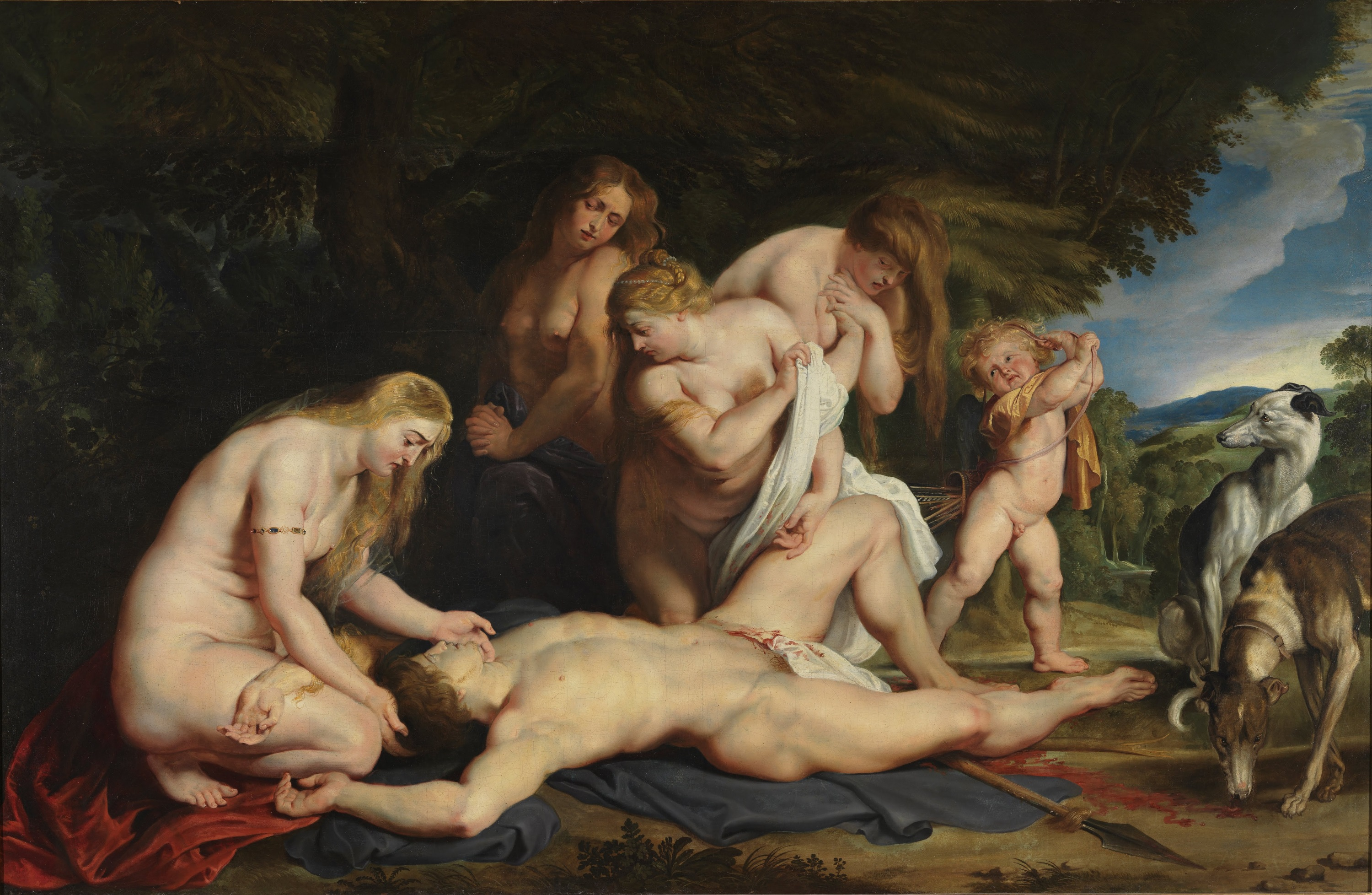
Питер Пауль Рубенс, Смерть Адониса, ок. 1614

Крыло изящных искусств Эдмонда и Лили Сафра воплощает широкий спектр и междисциплинарную природу коллекций музея, объединяя в себе произведения искусства, относящиеся ко всем периодам как западной, так и не-западной культуры. Крыло реорганизовано таким образом, чтобы подчеркнуть связи между произведениями, принадлежащими к его разнообразным кураторским коллекциям, в число которых входят: европейское искусство; искусство модерна; современное искусство; израильское искусство; искусство Африки, Океании и Америк; азиатское искусство; фотография; дизайн и архитектура; гравюры и рисунки. Инсталляции организованы так, чтобы подчеркнуть визуальные сходства и общие темы, и стимулировать новые инсайты касательно видов искусства разных времён и территорий — равно как и восприятие общих векторов человеческой культуры. Переформированное крыло включает в себя первые постоянные галереи музея, посвящённые израильскому искусству; более чем удвоенное выставочное пространство для представленных в музее обширных коллекций искусства модерна; иллюстрации значимых точек соприкосновения между западными и не-западными экспозициями; и целый выставочный этаж площадью 2200 квадратных метров, отведённый под сменяющие друг друга экспозиции музейной коллекции современного искусства.
В число недавно выставленных «жемчужин» входят: фотографическая коллекция Ноэля и Харриетты Левайн, коллекция Жака Липшица, «Пейзаж с пастухом и ослом» Гюстава Курбе (ок. 1866), «Диего в студии» Альберто Джакометти, (1952), «Мальчик из южного Тель-Авива» Охада Мероми (2001).

#### Европейское искусство, искусство модерна и израильское искусство
Музей Израиля является обладателем большой коллекции картин, представляющей широкий диапазон периодов, стилей, сюжетов и регионов происхождения. В число представленных в коллекции художников входят такие всемирно известные имена, как Рембрандт, Марк Шагал и Камиль Писсарро, наряду с такими израильскими и еврейскими художниками, как Абель Панн и Реувен Рубин. Озабоченность Музея Израиля израильским искусством занимает центральное место в Миссии музея. В качестве национального музея Израиля он играет важную роль в сохранении израильского художественного наследия, собирая произведения израильских художников — в Израиле и за рубежом — и поощряя израильских художников в развитии их карьер. Музейная коллекция израильского искусства охватывает период от конца XIX века и до сего дня и являет собой отражение культурной эволюции и истории Израиля в визуальных искусствах. Информационный центр израильского искусства обеспечивает учёных и интересующуюся общественность исчерпывающей архивной информацией о нескольких тысячах израильских художников, включая биографические сведения, материалы прессы, видео, фотографии и другие виды документов.

### Крыло еврейского искусства и быта им. Джека, Джозефа и Мортона Манделей
Собрания «Крыла еврейского искусства и быта им. Джека, Джозефа и Мортона Манделей» представляют религиозную и светскую материальную культуру еврейских общин по всему миру, охватывая столетия начиная со Средних веков и до сего дня. Коллекция отражает глубину и красоту еврейского наследия и креативности, равно как и эстетические и стилистические влияния других культур в тех местах, где жили евреи.
Происхождение коллекции можно проследить вплоть до начала двадцатого века, когда был основан Национальный музей Бецалель под руководством Мордехая Наркисса, существенно увеличившего коллекцию ритуальных произведений искусства благодаря важным сокровищам, спасённым в период между двумя мировыми войнами и после Холокоста. В 1965 году эти ценности были интегрированы в новообразованный Музей Израиля, в отделения Еврейского искусства и Еврейской этнографии. В 1995 году они были объединены в новое независимое Крыло. На протяжении лет собрания Крыла обогащались благодаря получению в дар и покупке отдельных экспонатов, дарению частных коллекций и полевой работе внутри общин в Израиле и за рубежом. Выдающееся место среди этих собраний занимают коллекции еврейских ритуальных объектов, орнаментов свитков Торы и «объектов жизненного цикла» Стиглица и Фейхтвангера, а также коллекции североафриканской и йеменской материальной культуры, одежды, ювелирных изделий и ритуальных объектов Шульмана и Ратдженса.
Собрания Крыла включают в себя много уникальных ценностей, в том числе манускрипты, четыре реконструированных синагогальных интерьера, широкий спектр церемониальных и ритуальных объектов, а также разнообразные образцы материальной культуры, включая одежду, ювелирные изделия и артефакты повседневной жизни. Важные экспонаты, относящиеся к общественной и частной сферам, отобранные из этой обширной коллекции и включённые в новую постоянную экспозицию, интегрированы в многогранное повествование. Эта сопоставительная экспозиция раскрывает истории объектов и социальные контексты, в которых они использовались, при этом подчёркивая их эстетические характеристики и вызываемый ими эмоциональный резонанс. В ней воплощена живая культурная ткань, в которой сплетены воедино индивидуальное и общинное, священное и повседневное, наследие прошлого и творческие инновации настоящего.
Пять принципиальных тем разворачиваются по мере вашего движения вдоль галерей:
- Ритм жизни: рождение, брак, смерть. Подчёркивает сосуществование радости и грусти, жизни и смерти, памяти и надежды на каждом из этих перекрёстков жизненного цикла.
- Высвечивая Писание. Экспозиция из музейной коллекции редких средневековых и ренессансных ивритских манускриптов, проливающая свет на их историю и раскрывающая высокую художественность их исполнения.
- Синагогальный маршрут: святость и красота. Четыре восстановленных интерьера синагог из Европы, Азии и Америк, наряду с орнаментами свитков Торы, демонстрируют единство и разнообразие еврейской религиозной архитектуры и ритуальных объектов.
- Цикл еврейского года. Святость Шаббата и традиционные ритуалы религиозных праздников, равно как и новые празднования особых дат в государстве Израиль, привели к появлению массы искусно изготовленных предметов и богатых образами произведений искусства.
- Костюм и ювелирные изделия: Вопрос идентичности. Окружающая среда, традиция и религиозный закон — всё это играет свою роль в порождении представленного здесь богатого разнообразия еврейской одежды и ювелирных изделий с Востока и Запада[18].

#### Информационный центр по еврейскому искусству и быту им. Исидора и Анны Фальк
Информационный центр располагает исследовательской библиотекой и уникальной архивной коллекцией, постоянно пополняемой, которая насчитывает около 20 000 фотографий. Многие из них являются исключительно редкими и документируют повседневную жизнь еврейских общин по всему миру, в том числе уже не существующих, включая изображения синагог, кладбищ, церемониальных предметов и многих других объектов.
Информационный центр предлагает доступ к ресурсам, входящим в разные коллекции, равно как и виртуальные туры по прежним выставкам, дабы расширить и углубить знания, скрывающиеся за экспонатами коллекций Крыла.

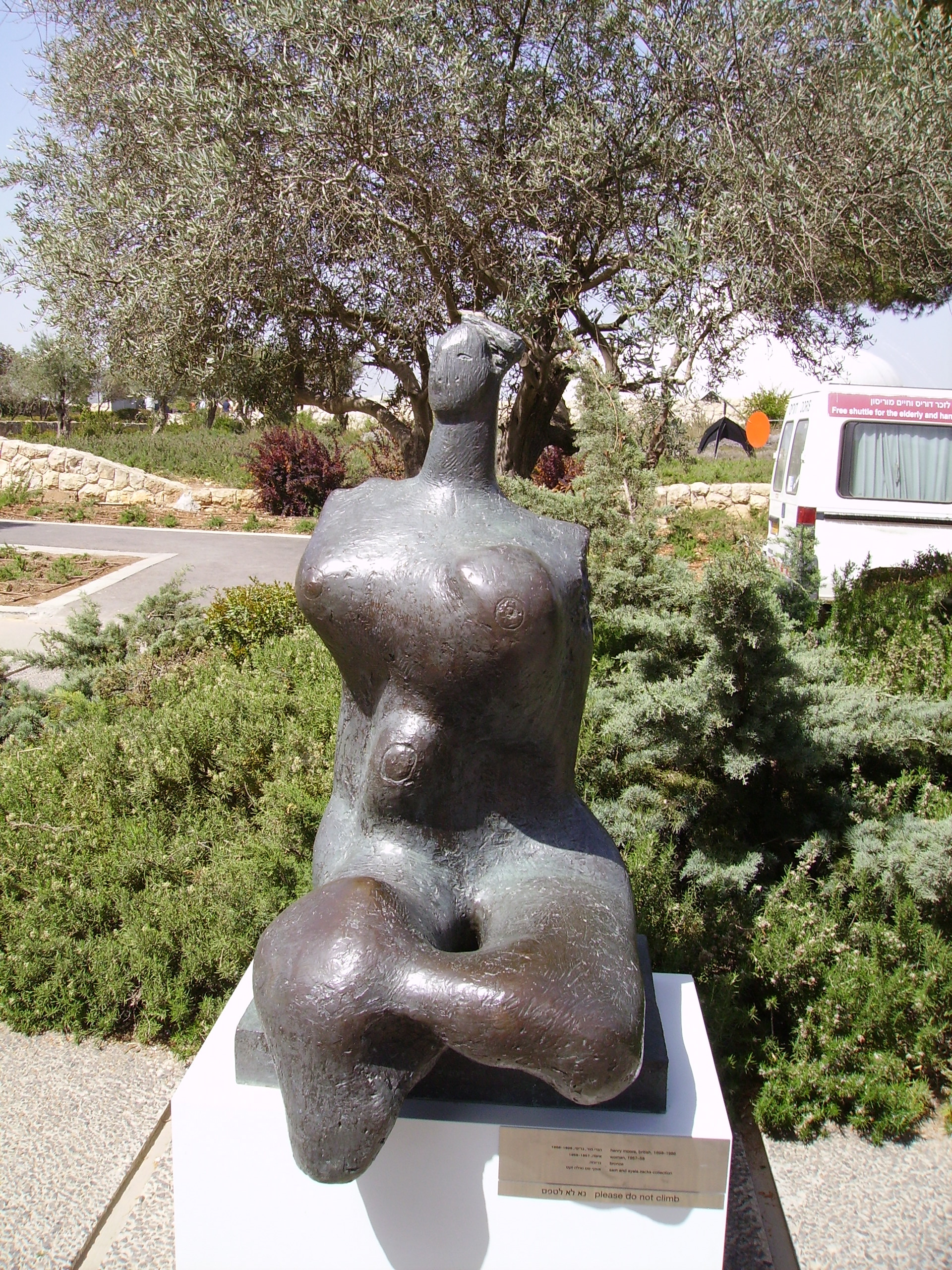
Генри Мур. Женщина. Музей Израиля

### Сад искусств

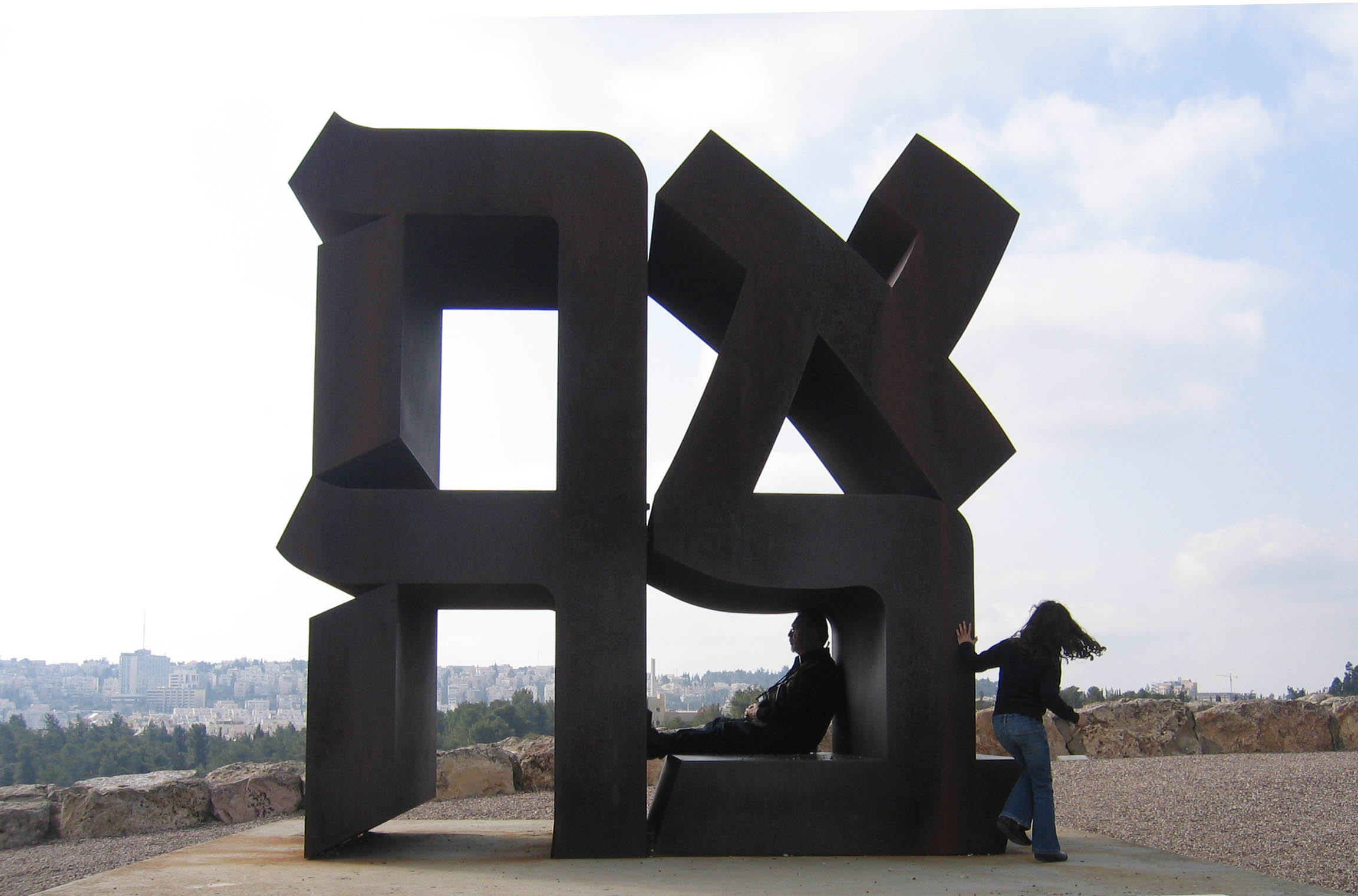
Скульптура Любовь Роберта Индианы

В Саду искусств им. Билли Роуза представлены модернистские и абстрактные скульптуры. Сад искусства, спроектированный для первоначального кампуса музея японско-американским скульптором Исаму Ногути, считается одной из лучших открытых скульптурных площадок XX века. Являя собой ориентальный ландшафт, вписанный в склон одного из холмов древнего Иерусалима, сад служит фоном для экспозиции Музея Израиля, посвящённой эволюции современной западной скульптурной традиции. Выставлены работы современных мастеров, включая Жака Липшица, Генри Мура, Класа Олденбурга, Пабло Пикассо, Огюста Родена и Дэвида Смита — наряду с более недавними, заказанными специально для этой экспозиции, работами таких художников, как Магдалена Абаканович, Марк Дион, Джеймс Таррелл и Миха Ульман.

### Молодёжное крыло
Молодёжное крыло им. Рут для образовательной деятельности в сфере искусства было открыто в 1966 году. Будучи уникальным по своим размерам и диапазону видов деятельности, оно предоставляет широкое разнообразие программ для более чем ста тысяч школьников ежегодно и представляет выставочные галереи, художественные студии, учебные классы, библиотеку иллюстрированных детских книг и комнату вторичной переработки. Специальные программы, вовлекающие широкий спектр израильских общин, направлены на поощрение межкультурного понимания между арабскими и еврейскими учащимися. Крыло объединяет ежегодные выставки оригинальных произведений искусства израильских и международных художников с образовательной деятельностью. Проводятся также разнообразные семинары для детей и взрослых.

## Финансирование
Музей Израиля получает только от 10 до 12 процентов своего операционного бюджета из государственных и муниципальных источников. Израильское правительство каждый год предоставляет различный объём финансирования. Музею приходится привлекать 88 % своего годового операционного бюджета, все 150 млн долларов своего фонда и 100 млн долларов на текущий капитальный проект, уплачивая при этом 17,5 % НДС, равно как и налоги на недвижимость с собственности кампуса. Самая активная из международных групп поддержки музея, «Американские друзья Музея Израиля», с 1972 по 2008 год собрала 270 млн долларов наличными, из которых 47 миллионов — в виде дарственных фондов, и пожертвовала произведения искусства на 210 млн долларов. В 2009 году Музей Израиля получил от Филантропического фонда Эдмонда Дж. Сафра 12 млн долларов на обновление, реорганизацию экспозиций и пополнение фонда Крыла изящных искусств, которое было переименовано в честь Эдмонда и Лили Сафра.